# Neochorópoulo
Neochorópoulo (Neochoropoulo) är en ort i Grekland.   Den ligger i prefekturen Nomós Ioannínon och regionen Epirus, i den nordvästra delen av landet, 300 km nordväst om huvudstaden Aten. Neochorópoulo ligger 492 meter över havet och antalet invånare är 1 326.
Terrängen runt Neochorópoulo är huvudsakligen kuperad, men österut är den platt. Runt Neochorópoulo är det ganska tätbefolkat, med 100 invånare per kvadratkilometer. Närmaste större samhälle är Ioánnina, 4,6 km norr om Neochorópoulo. Trakten runt Neochorópoulo består till största delen av jordbruksmark.